# Jonathan Lundberg
Jonathan Lundberg (sinh ngày 27 tháng 10 năm 1997) là một cầu thủ bóng đá người Thụy Điển thi đấu cho Rynninge IK ở vị trí tiền đạo.